# 【LOVE IS BORN】〜7th Anniversary 2010〜
『【LOVE IS BORN】〜7th Anniversary 2010〜』（【ラブ・イズ・ボーン】〜セブンス・アニバーサリー 2010〜）は、日本のシンガーソングライター、大塚愛のライブビデオ。2011年3月9日にavex traxよりリリースされた。

## 概要
- 2010年9月12日に横浜赤レンガパークで行われた公演の模様を収録。
- 2010年9月9日より、会場となった横浜赤レンガ倉庫では、大塚の誕生日（9月9日）と横浜赤レンガ倉庫の創建99周年を記念したコラボレーション企画「LOVE“99”Anniversary」を展開していた[1]。

## 収録内容
1. 愛
2. Is
3. ゾッ婚ディション
4. ハニカミジェーン
5. アクション10.5
6. Always Together
7. 桃ノ花ビラ
8. ネコに風船
9. 金魚花火
10. LOVE LETTER
11. 恋愛写真
12. プラネタリウム
13. Birthday Song
14. ロケットスニーカー
15. さくらんぼ
16. 未来タクシー
17. LUCKY☆STAR
18. チケット
19. CHU-LIP
20. I ♥ ×××

## ライブ日程
| 公演数 | 開催日  | 会場                                 |
| 01     | 9月11日 | 横浜赤レンガパーク・野外特設ステージ |
| 02     | 9月12日 | 横浜赤レンガパーク・野外特設ステージ |